# Sigfried (chef viking)
Pour les articles homonymes, voir Siegfried.
Sigfried (ou Siegfried, Sigfred, Sigfrid, Sigurd, Sigurður, Sigefroi), est un chef viking danois de la seconde moitié du IXe siècle, connu pour avoir participé au siège de Paris dans les années 880.

## Pillages en Aquitaine, Angleterre, Flandre et Lotharingie
Pour octobre 865, les Annales de Saint-Bertin mentionnent la défaite d'une bande de Normands opérant sur la Charente commandé par le chef Siegfried. Ils doivent se replier en laissant quatre cents morts. Siegfried et ses hommes participent ensuite à la conquête de l'Angleterre par la « Grande Armée », commandée par trois fils de Ragnar Lodbrok, Ívarr Beinlauss, Ubbi et Hálfdan, à partir de l'automne 865. Après la défaite à Ethandun en 878 et la paix conclue avec Alfred le Grand, roi du Wessex, de nombreux Vikings de la Grande Armée se rassemblent en 879 à Fulham, à l’embouchure de la Tamise, et sous la conduite de Sigfried, abordent en Flandre et dévastent la région située entre l’Escaut et la Somme, établissant leur base à Courtrai. Les villes de Cambrai, d'Arras, d'Amiens, les abbayes de Saint-Bertin et de Corbie sont pillées et brûlées pendant l'hiver 880-881. Le 3 août 881, le roi de Francie occidentale Louis III parvient à les battre bataille de Saucourt-en-Vimeu sur la Somme.
En novembre, ils refluent sur Gand puis installent leur camp d’hiver à Ascaloha (Elsloo ou Asselt, dans le Limbourg), avec l'intention d'attaquer la Lotharingie. Dès janvier 882, Maastricht, Liège, Cologne, Bonn, Aix-la-Chapelle, les abbayes de Stavelot, de Malmedy, et de Prüm sont ravagées. Le roi Louis le Jeune leur envoie des troupes, qui se débandent sans combattre à la nouvelle de sa mort, le 20 janvier. Les Normands prennent Trèves le 5 avril, puis marchent sur Metz ; le 11, ils battent les forces de l'archevêque de Trèves, Bertulf, de l'évêque de Metz Wala et du comte de Metz Adalard à la bataille de Remich. Wala est tué et les Vikings se replient sur leur base d'Ascaloha.
L'empereur Charles le Gros rassemble des forces considérables pour assiéger le repaire des Danois, mais au moment d’attaquer, il préfère payer un tribut de 2 800 livres d’argent pour que les Danois de Godfred, Siegfred, Vurm et Hals quittent la région, leur permettant de passer en Francie occidentale (juillet 882). Ils établissent leur base à Condé-sur-l'Escaut dévastent la vallée de l’Oise, l’Amiénois, le Soissonnais, le Laonnais. Ils ne peuvent pas prendre Laon et marchent sur Reims, où l’archevêque Hincmar vieux et infirme, effrayé, s’enfuit à Épernay avec les reliques de saint Remi et les ornements de son église (8 novembre). Carloman les arrête à Avaux, au-dessus de Reims. Ils retournent à Condé où ils hivernent. Dès le printemps suivant, ils ravagent à nouveau la Flandre. Après avoir battu Carloman sur la Somme en octobre 883, ils s'établissent à Amiens. 
Le 2 février 884, les Grands de Francie occidentale réunis à Compiègne proposent de leur verser 12 000 livres d'argent pour qu'ils quittent Amiens. Ils accordent une trêve à Carloman jusqu'en octobre pour lui laisser réunir la somme, et vont ravager la rive droite de l’Escaut ; après le paiement du tribut, il s'embarquent à Boulogne. Certains passent en Angleterre, d'autres, dont Siegfried, hivernent à Louvain.

## Le siège de Paris
Charles le Gros, devenu roi de Francie occidentale à la mort de Carloman, reçoit à Ponthion en juin 885 les serments de ses nouveaux sujets, et ordonne une expédition conjointe des Francs de Neustrie et de Lotharingie contre les Vikings de Louvain, qui échoue. Les Danois décident une grande expédition contre la Francie occidentale. Une Grande Armée se rassemble à Rouen en juillet 885, sous le commandement de Siegfried. Son effectif est évalué à 30 000 hommes portés sur 700 navires, chiffre important pour l'époque, qu'il faut sans doute relativiser. Elle remonte la Seine en direction de Paris par Pont-de-l'Arche et Pontoise, dont les fortifications sont balayées. 
Le 24 novembre 885, les Vikings arrivent devant Paris. Les deux ponts fortifiés de la ville leur barrent le passage. Le lendemain, Sigfried rencontre l’évêque Gozlin et demande que les Parisiens laissent passer la flotte plus en amont sur le fleuve. Celui-ci refuse, et après l'échec d'un premier assaut, les Vikings commencent le long siège de la ville. 
Du 31 janvier au 3 février 886, les Vikings lancent un assaut général, qui ne parvient pas à briser la résistance des Parisiens conduits par leur comte Eudes et l'évêque Gozlin. Siegfried se retire alors momentanément avec ses troupes pour aller dévaster l'est de la Francie, du côté de Reims, comme en témoignent les lettres contemporaines de l'archevêque Foulques. Le 6 février 886, après qu'une crue du fleuve a emporté le pont de la rive gauche, les assiégeants parviennent à s'emparer de la tête de pont, ainsi isolée de la cité. 
Après l'échec d'une tentative du comte Henri de Franconie pour secourir la ville en mars, Eudes et Gozlin entament des négociations avec le chef Siegfried lui proposant 60 livres d'argent contre sa retraite. Payé, Siegfried entraîne sa troupe à la conquête de Bayeux mais nombre de soldats - dont il n'est par ailleurs pas le chef - n'ont pas profité de ce tribut et refusent de le suivre. Ils persistent dans leurs attaques mais sont repoussés.
Après dix mois de siège, l'empereur carolingien Charles le Gros avance avec une forte armée contre les assiégeants ; il décide de payer un lourd tribut plutôt que d'affronter les troupes de Sigfried, qui sont revenues en renfort après le siège et la prise de Bayeux. Il laisse aux Vikings la possibilité de remonter la Seine au-delà de Paris jusqu'en Bourgogne, et leur promet le versement de 700 livres d'argent au mois de mars 887 quand ils quitteront le pays. Le 6 novembre, Charles le Gros quitte Paris pour Soissons. Il est suivi par les hommes de Siegfried qui dévastent l'abbaye Saint-Médard de Soissons après son départ vers l'Alsace ; ce dernier retourne sur la Seine au printemps 887, puis repart vers la Frise à l'automne où il meurt. Un chef viking du nom de Siegfried est cité parmi les morts de la bataille de Louvain le 1er septembre 891.

## Sigfried dans les arts
- Jean-François Miniac, Andrea Rossetto, Vikings, Rois des Mers, couleur de Alessandra Baccaglini, dossier pédagogique d'Elisabeth Ridel, OREP, octobre 2020  (ISBN 978-2-8151-0520-0).